# Damias marginipuncta
Damias marginipuncta är en fjärilsart som beskrevs av Rothschild 1912. Damias marginipuncta ingår i släktet Damias och familjen björnspinnare. Inga underarter finns listade i Catalogue of Life.